# マリラオ駅
マリラオ駅はブラカン州マリラオに存在したフィリピン国鉄北方本線の鉄道駅。この路線はフィリピン国鉄及びその前身企業によって旅客貨物の両方に利用されていた。現在はノースレール計画で再建が提案されている。

## 歴史
1891年3月24日に駅として開業したが、その後1980年代には北方本線の利用が衰退していき、メイカワヤン鉄道橋がピナトゥボ山噴火中に破壊されたことで利用されなくなった。
古い鉄道敷設権を利用してマニラからパンパンガを繋ぐノースレール計画において駅が建設されることになっており、2007年に開始されたが2011年には停止した。
現在は南北通勤鉄道の一部として、SMシティ・マリラオの付近に建設される予定となっている。この駅位置は元の駅位置とは少し場所が違っている。

## 註釈
1. ↑  Northrail construction now 'on track', bayan-natin.blogspot.com, original article at The Manila Bulletin, retrieved October 20, 2011.
2. ↑  Philippine National Railways, retrieved October 20, 2011.
3. ↑  CAPEX Program (October 10, 2011), docs.google.com, retrieved October 20, 2011
4. ↑  Chinese foreign aid goes offtrack in the Philippines Archived 2012-04-25 at the Wayback Machine., Roel Landingin for PCIJ (Philippine Center for Investigative Journalism), retrieved October 20, 2011
5. ↑  Paz, Chrisee Dela. “17 stations of Manila-Clark Railway announced” (英語). Rappler. 2019年4月24日閲覧。